# Кагул (аэропорт)
Международный аэропорт Кагул (Код ИКАО: LUCH) находится в 8 км юго-востоку от центра города Кагул и занимает площадь, превышающую 100 га.
Ранее из аэропорта осуществлялись рейсы в Москву, Санкт-Петербург и города Турции.
С 2004 года управляется Молдо-германским совместным предприятием.
В начале мая 2006 года он был сертифицирован в качестве международного.
7 мая 2014 года должны были состояться торги, на которых выставлен 49-процентный пакет акций Кагульского международного аэропорта, принадлежащий Кагульскому районному совету по стартовой цене 6 млн леев. Контрольный пакет акций Совместного предприятия управляющего аэропортом Кагул остается в собственности немецкого инвестора, осуществившего его реконструкцию.